# Mohammad Reza Shadjarian
Mohammad Reza Shajarian (en persan : محمدرضا شجريان  ), né le 23 septembre 1940 à Mashhad (État impérial d'Iran) et mort le 8 octobre 2020 à Téhéran (Iran), est un chanteur iranien de musique persane classique, parmi les plus acclamés.

## Biographie

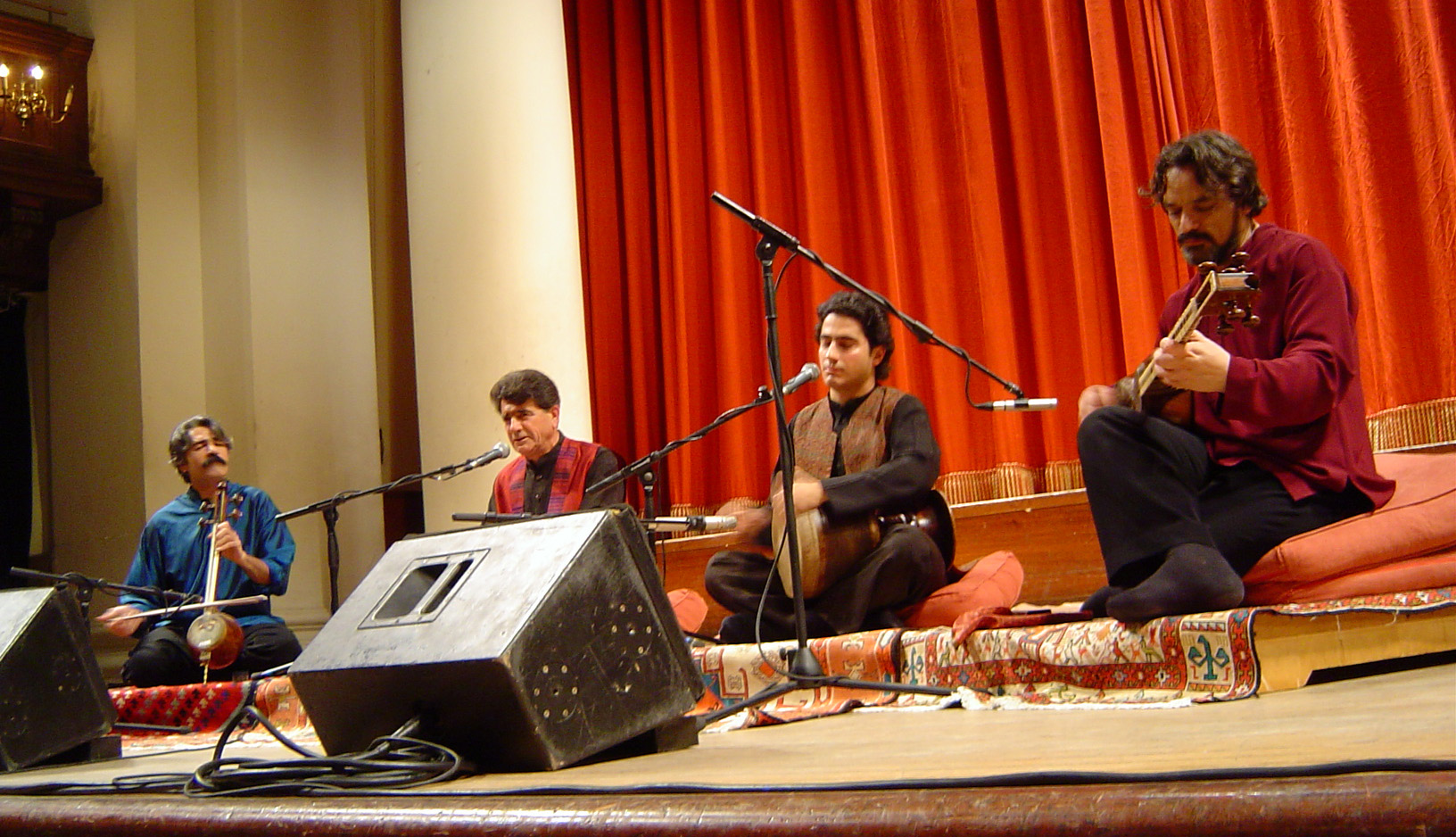
De gauche à droite : Keyhan Kalhor (kamancheh), Mohammad Rezâ Shajariân (chant), Homayoun Shadjarian (tombak et chant), Hossein Alizadeh (târ).

Ostad Mohammad Reza Shajarian apprend le chant spirituel dès cinq ans avec son père. À douze ans il étudie le répertoire classique persan (radif) avec Esmaeil Mehrtash, Ahmad Ebadi, Reza Gholi Mirza Zelli, Qamar Ol Moluk Vaziri, Eghbal Azar, Gholam Hossein Banan et surtout Abdollah Davami. Il donne son premier concert à la radio à dix-neuf ans. Il s'initie également au santûr sous la férule de Djalal Akhbari, puis de Faramarz Payvar.
D'abord instituteur, il devient professeur à l'université de Téhéran, et travaille à la radio et télévision nationale où il a chanté avec les meilleurs instrumentistes persans : Parviz Meshkatian, Mohammad Reza Lotfi, Hossein Alizadeh et Faramarz Payvar. C'est aussi un calligraphe instruit par les maîtres Ebrahim Buzari et Hossein Mirkhani.
Dans une vidéo publiée en mars 2016 juste avant la fête persane de Norouz, Mohammad Reza Shajarian annonce qu'il a commencé un traitement pour le cancer du rein, après quoi il n'a fait aucune apparition publique. Il meurt à Téhéran le 8 octobre 2020.

### Famille
Son fils Homayoun Shadjarian est aussi chanteur au sein de l'ensemble dirigé par son père : Masters of Persian Music.
Sa fille Mojgan Shajarian (en) est une musicienne, peintre et sculptrice.

## Discographie
- 1976 : Raast-Panjgaah concert, avec Mohammad Reza Lotfi
- 1977 : Chehre be Chehre, avec Mohammad Reza Lotfi
- 1981 : Eshgh Daanad, avec Mohammad Reza Lotfi
- 1982 : Aastaan e Jaanaan, avec Parviz Meshkatian et Nâsser Farhangfar
- 1985 : Bidaad, avec Parviz Meshkatian et l'ensemble Aref
- 1986 :
  - Be yaad e Aaref, avec Mohammad Reza Lotfi.
  - Nava - Morakkab Khani, avec Parviz Meshkatian
  - Sepideh, avec Mohammad Reza Lotfi et l'ensemble Sheydaa
  - Nava - Morakkab Khani, avec Parviz Meshkatian et l'ensemble Aref
- 1987 : Dastan, avec Parviz Meshkatian et l'ensemble Aref
- 1990 : Persian Classical Music
- 1991 :
  - Iran - Dastgah Chahargah, avec Parviz Meshkatian
  - Cheshmeye Noush, avec Mohammad Reza Lotfi et Madjid Khaladj.
- 2000 :
  - Delshodegan, avec Hossein Alizadeh
  - Shab, Sokoot, Kavir, avec Kayhan Kalhor
- 2001 : Night Silence Desert, avec Keyhan Kalhor
- 2002 : Without you, avec Masters Ensemble
- 2003 : Faryaad, avec Masters Ensemble
- 2006 : Mahur.

### Source
- (en) Laudan Nooshin, The New Grove Dictionary of Music and Musicians, Stanley Sadie, seconde édition (Macmillan, Londres, 2001)  (ISBN 1561592390). (Oxford University Press, 2001)  (ISBN 0195170679).